# Норт-Мінч
58°02′56″ пн. ш. 5°57′56″ зх. д. / 58.0488° пн. ш. 5.96558° зх. д.

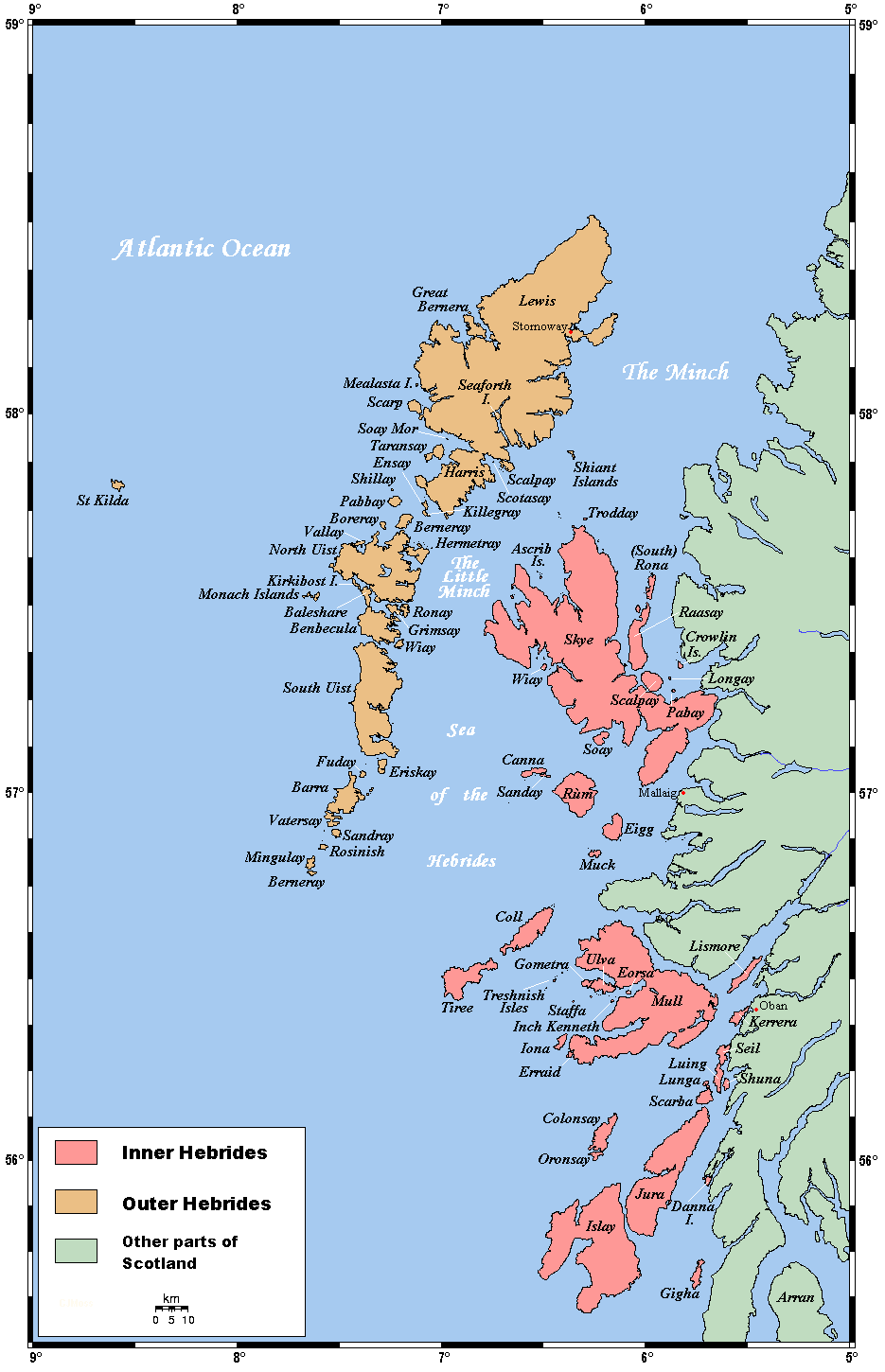
Мапа Гебрид, на якому показано Норт-Мінч

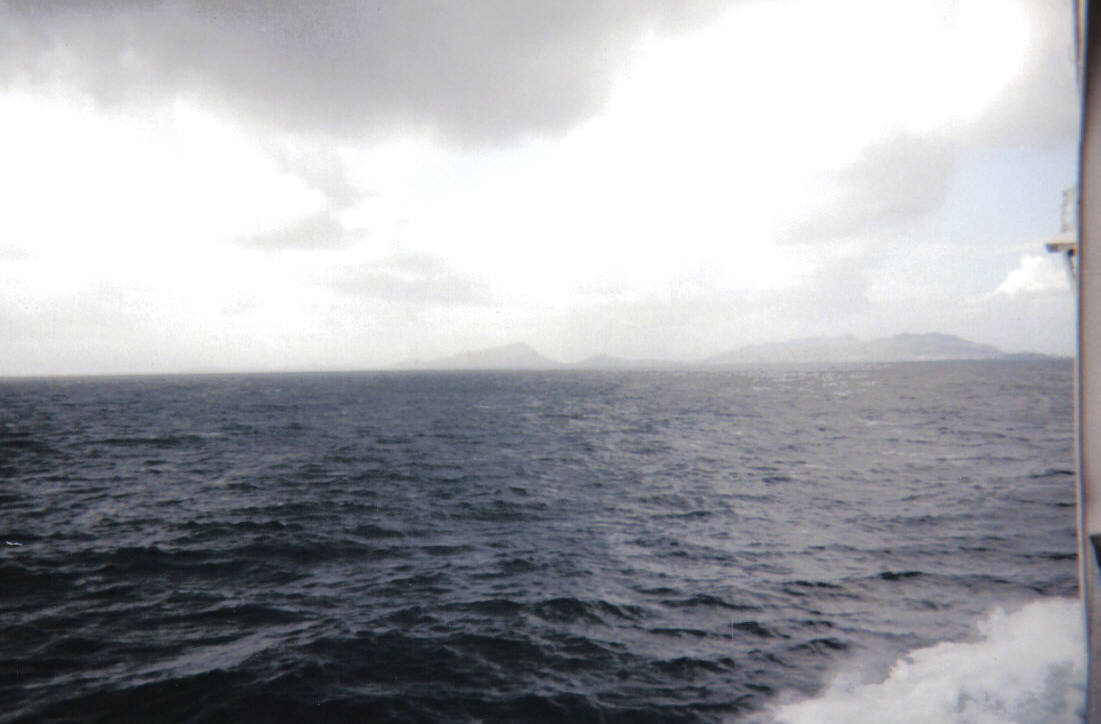
Нижній Мінч

Норт-Мінч (шотландська: An Cuan Sgìth, Cuan na Hearadh, An Cuan Leòdhasach) — протока на північному заході Шотландії, що відокремлює північний захід Гайлендсу, від північних Внутрішніх Гебридів, Льюїс і Харріс Зовнішніх Гебридів. Також відомий як «Skotlandsfjörð» («Шотландський фіорд/ лиман») за старонорвезькою.
Нижній Мінч або Малий Мінч розташовано на півдні протоки та відокремлює острів Скай від Зовнішніх Гебридів, а саме: Північний Віст, Бенбекула, Південний Віст, Барра тощо.
Ширина Норт-Мінч 30 — 70 км, довжина — приблизно 110 км. Ширина Нижнього Мінча близько 25 км. Глибина до 129 м, припливні-відпливні течії.
Останнім часом викликає занепокоєння екологічний стан протоки, через який щомісяця проходить 2,5 млн тонн морських вантажів.
Сторони протоки пов'язує поромне сполучення (компанія Caledonian MacBrayne).